# Kamenmost
Kamenmost falu Horvátországban Split-Dalmácia megyében. Közigazgatásilag Podbablje községhez tartozik.

## Fekvése
Splittől légvonalban 60, közúton 84 km-re keletre, Makarskától légvonalban 19, közúton 37 km-re északkeletre, a dalmát Zagora területén, Imotska krajina középső részén, Imotski városával szemben 4 km-re délnyugatra, az Imotski-mező déli oldalán fekszik. Itt halad át a 60-as számú főút a Vrljika folyón.

## Története
Kamenmost a község legősibb települése. Az itt levő a folyami átkelőnél már az ókorban is híd vezetett át, erről a kőhídról kapta a település nevét. A térség első ismert népe az illírek voltak. Jelenlétüket igazolják az ókorból fennmaradt halomsírok és várak maradványai. Az illír háborúk végeztével az 1. század elején e terület is Dalmácia római tartomány része lett. A békésebb idők gazdasági felvirágzást hoztak e vidék számára is. A római jelenlétet főként a területén előkerült régészeti leletek bizonyítják. Már a római korban vezetett itt át híd a Vrljikán. Itt haladt át az Ad Novae (Runović) településről Epilentio és Delminium felé menő út. A kereszténység már az első századokban elterjedt ezen a területen, erről mesélnek a szomszédos Zmijavcin talált ókeresztény bazilika maradványai, melyek a 6. századból származnak. A horvátok ősei a 7. században vándoroltak be erre a vidékre. A középkori horvát állam közigazgatásában ez a terület Fehér-Horvátországhoz, azon belül az Imoti zsupánsághoz tartozott. A bencés atyák a 11. században Proložachoz tartozó Opačacnál a Vrljika-folyó forrásánál építették fel kolostorukat, innen végezték a térség lakóinak keresztény hitre térítését. A 14. századtól a hívek lelki gondozását a ferencesek vették át, akik az elpusztult kolostort újjáépítették. A település első írásos említése 1400-ban történt „Camen Most” alakban. A török 1463-ban meghódította a közeli Boszniát, majd 1493-re már ez a terület is uralmuk alá került. Az 1699-es karlócai béke török kézen hagyta. Végleges felszabadulása csak az újabb velencei-török háborút lezáró pozsareváci békével 1718-ban történt meg. Ezután a Velencei Köztársaság fennhatósága alá tartozott. A török uralom teljes ideje alatt a hívek lelki gondozását a vrljikai ferencesek látták el, kolostoruk a 17. századtól már a Prološko blato kis Manastir nevű szigetén működött. A 16. század második felében a rend Kamenmoston is letelepedett, ahol saját rendházuk és kápolnájuk is volt. A podbabljei plébániát kezdetben a ferences atyák vezették, akik 1735-ig laktak Kamenmoston, ezután építették fel az új plébániaházat a plébánia központjában. A velencei uralomnak 1797-ben vége szakadt és osztrák csapatok vonultak be Dalmáciába. 1806-ban az osztrákokat legyőző franciák uralma alá került, 1809-ben az Illír tartományok része lett, de Napóleon lipcsei veresége után 1813-ban újra az osztrákoké lett. A falunak 1880-ban 207, 1910-ben 492 lakosa volt. 1918-ban az új szerb-horvát-szlovén állam, majd később a Jugoszláv Királyság része lett. A háború után a szocialista Jugoszláviához került. 1991 óta a független Horvátországhoz tartozik. 2011-ben a településnek 520 lakosa volt.

## Lakosság
| Lakosság változása | Lakosság változása | Lakosság változása | Lakosság változása | Lakosság változása | Lakosság változása | Lakosság változása | Lakosság változása | Lakosság változása | Lakosság változása | Lakosság változása | Lakosság változása | Lakosság változása | Lakosság változása | Lakosság változása | Lakosság változása |
| ------------------ | ------------------ | ------------------ | ------------------ | ------------------ | ------------------ | ------------------ | ------------------ | ------------------ | ------------------ | ------------------ | ------------------ | ------------------ | ------------------ | ------------------ | ------------------ |
| 1857               | 1869               | 1880               | 1890               | 1900               | 1910               | 1921               | 1931               | 1948               | 1953               | 1961               | 1971               | 1981               | 1991               | 2001               | 2011               |
| 0                  | 0                  | 207                | 382                | 357                | 492                | 0                  | 622                | 628                | 681                | 712                | 791                | 751                | 780                | 566                | 520                |

(1857-ben, 1869-ben és 1921-ben lakosságát Podbablje Gornje településhez számították.)

## Nevezetességei
- Szent Lukács evangélista tiszteletére szentelt plébániatemploma[4] a főút mellett áll. Ezen a helyen már a török érkezése előtt is templom állott, melyet a korabeli források 1562-ben említenek először. 1624-ben a ferencesek IV. Murád szultántól kértek engedélyt az újjáépítésére. A főbejárat feletti tábla szerint 1705-ben megújították. A templomon ma is látszanak a második építési fázis nyomai, melynek alsó része széttört sírkövekből, a felső rész pedig faragott kövekből épült. A templom mai formáját 1772-ben nyerte el. Bejárata felett hatágú rozetta látható, a homlokzat feletti harangtoronyban két harang található. Az épületet utoljára 1971-ben renoválták. 2010-ben új oltárt szenteltek fel a templomban, melyet a régi oltár másolataként készítettek Giuseppe Sava műhelyében. A bal oldali oltáron álló Szűz Mária és jobb oldali oltáron álló Szent Antal szobor régi tiroli munka, készítési idejük ismeretlen. A templom körül temető található.
- A Gyógyító boldogasszony tiszteletére szentelt kápolnája.
- A Vrljikán átvezető kőhíd a község egyik legismertebb szimbóluma.
- A hídtól nyugatra, a Vrljika-folyó jobb partján található a Markićuša-malom.[5]  A malomépület kétszintes, téglalap alaprajzú ház, mely szabálytalanul faragott, egyenlőtlen méretű kövekből épült, cserepekkel borított nyeregtetővel. A földszinten a malom, az emeleten pedig kamrák voltak. Valószínűleg a 18. és 19. században épült.